# Семченко, Яков Сергеевич
Яков Сергеевич Семченко (6 декабря 1918 — 24 февраля 2004) — командир 685-го лёгкого артиллерийского полка, 15-й лёгкой артиллерийской бригады, 3-й артиллерийской дивизии прорыва, 21-й армии, 1-го Украинского фронта, генерал-майор. Герой Советского Союза.

## Биография
Родился 6 декабря 1918 года в селе Парасковия ныне Кегичевского района Харьковской области Украины. Работал шлифовщиком.
В Красной Армии с 1936 года. В 1939 году окончил Харьковское артиллерийское училище. Участвовал в Великой Отечественной войне с 1941 года.
Особо отличился в Висло-Одерской наступательной операции (12 января — 3 февраля 1945 года). Артиллерийский полк Семченко подавил вражеские огневые точки и совместно со стрелковыми подразделениями форсировал реку Одер и захватил плацдарм. Обеспечил переправу частей дивизии.
10 апреля 1945 года за умелое командование артиллерийским полком, образцовое выполнение боевых заданий командования на фронте борьбы с немецко-фашистским захватчиками и проявленные при этом мужество и героизм майору Семченко Якову Сергеевичу присвоено звание Героя Советского Союза с вручением ордена Ленина и медали «Золотая Звезда».
После войны продолжал службу в армии. С 1976 года генерал-майор артиллерии Семченко — в запасе. Скончался 24 февраля 2004 года.